# سان رمان د هرنیخا
سان رمان د هرنیخا (به اسپانیایی: San Román de Hornija) یک شهرستان در اسپانیا است که در استان وایادولید واقع شده‌است.